# پلیمر پیوندی

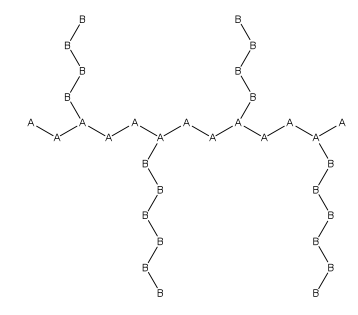
کوپلیمر پیوند از یک زنجیره پلیمری اصلی یا ستون فقرات (A) تشکیل شده‌است که به صورت کووالانسی به یک یا چند زنجیره جانبی (B) پیوند خورده‌است.

پلیمرهای پیوندی در شیمی پلیمر نوعی کوپلیمرهای چند بخشی هستند که زنجیره اصلی آنها شامل یک شاخهٔ کامپوزیت و انشعاباتی از کامپوزیت‌های دیگر با توزیع تصادفی می‌باشد. تصویر با برچسب «پلیمر پیوند» نشان می‌دهد که چگونه زنجیره‌های پیوندی گونه B به صورت کووالانسی به گونه پلیمری A متصل می‌شوند. اگرچه زنجیره‌های جانبی از نظر ساختاری از زنجیره اصلی متمایز هستند، زنجیره‌های پیوندی منفرد ممکن است هموپلیمر یا کوپلیمر باشند. پلیمرهای پیوندی برای چندین دهه سنتز شده‌اند و به‌ویژه به‌عنوان مواد مقاوم در برابر ضربه، الاستومرهای گرمانرم، سازگارکننده‌ها یا امولسیفایرها برای تهیه مخلوط‌ها یا آلیاژهای پایدار استفاده می‌شوند. یکی از نمونه‌های شناخته شده تر پلیمر پیوندی ، پلی استایرن مقاوم در برابر ضربه است که از یک زنجیره اصلی پلی استایرن با زنجیره‌های پیوندی پلی بوتادین تشکیل شده‌است.

## خواص عمومی
کوپلیمرهای پیوندی شامل یک کوپلیمر انشعابی هستند که در آن، اجزای زنجیره جانبی، ساختاری متفاوت از زنجیره اصلی دارند. کوپلیمرهای پیوندی که حاوی مقدار بیشتری از زنجیره‌های جانبی هستند، به دلیل ساختار محدود و محکم خود، قادر به ترکیب کرم مانند، ابعاد مولکولی فشرده و اثرات انتهای زنجیره قابل توجه هستند. چندین دهه روی تهیه کوپلیمرهای پیوندی تحقیق شده‌است. تمام روش‌ها ی سنتز را می‌توان برای ایجاد خواص فیزیکی کلی در کوپلیمر پیوندی استفاده کرد. آنها را می‌توان برای موادی استفاده کرد که در برابر ضربه مقاوم هستند و اغلب از آنها به عنوان االستومر ترموپالستیک، سازگار کننده یا امولسیفایر برای تهیه مخلوط پایدار آلیاژها استفاده می‌شود. به‌طور کلی، روش‌ها ی پیوند برای سنتز کوپلیمر منجر به موادی می‌شود که نسبت به هوموپلیمرهای خود، در برابر حرارت بیشتر مقاوم هستند سه روش سنتز وجود دارد (پیوند زدن به، پیوند زدن از، و پیوند زدن از طریقِ) که برای ساختن پلیمر پیوندی استفاده می‌شوند.

## روش‌های سنتز
روش‌های مختلفی برای سنتز کوپلیمرهای پیوندی وجود دارد. معمولاً آنها از تکنیک‌های پلیمریزاسیون آشنا استفاده می‌کنند که معمولاً مورد استفاده قرار می‌گیرند مانند پلیمریزاسیون رادیکال انتقال اتم (ATRP)، پلیمریزاسیون متاتز باز حلقه (ROMP)، پلیمریزاسیون آنیونی و کاتیونی، و پلیمریزاسیون رادیکال آزاد زنده. برخی دیگر از پلیمریزاسیون کمتر رایج عبارتند از پلیمریزاسیون ناشی از تشعشع، پلیمریزاسیون متاتز الفین با باز کردن حلقه، واکنش‌های چند تراکمی، و پلیمریزاسیون القا شده توسط iniferter.

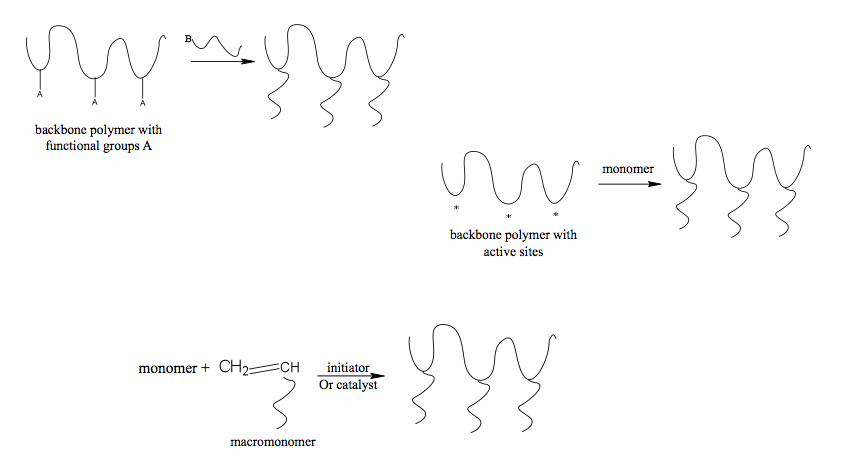
سه روش متداول سنتز: پیوند به (بالا سمت چپ)، پیوند از (وسط سمت راست)، پیوند از طریق (پایین سمت چپ)، و طرح واکنش تعمیم یافته آنها مشخص شده‌است.